# آفتاب‌روزن
آفتاب‌روزن یا سانفلک (به انگلیسی: Sunfleck) عبارت است از برخورد ناگهانی نور مستقیم خورشید به پوشش‌های زیر تاج‌پوش در اثر بازشدن موقت پوشش بالای تاج‌پوش. این چنین تغییرات ناگهانی در تابش، اثرات مهمی بر روی ظرفیت فتوسنتزی گیاه خواهد داشت.